# Bianco (automóveis)
A Bianco foi uma empresa brasileira de automóveis, sediada em Diadema (SP).

## História
Lançada no Salão do Automóvel de São Paulo de 1976, a empresa foi fundada por Toni Bianco (projetista de carros de competição, sendo dele o projeto do primeiro Fórmula 3 brasileiro) para produzir carroceria em plástico reforçado e fibra de vidro e utilizando mecânica e motores da Volkswagen. Seus principais modelos foram o Bianco Furia (também chamado de Bianco S) e o Bianco Tarpan. 
Com linhas arrojadas e europeias para a época, a Bianco foi um sucesso de vendas no salão de 1976, com mais de 180 unidades sendo negociadas neste evento e sua produção mensal girou em torno de 20 unidades.
Em 1978, a empresa utilizou o Salão Internacional do Automóvel de Nova York para lançar o seu novo modelo, o Bianco Série 2. Além de Nova York, a Bianco também fez exibição no Salão da Argentina, onde ganhou prêmios
.
Com um sucesso razoável para uma empresa brasileira na década de 1970, a Bianco fechou as portas em 1979 por uma divergências entre seus sócios. 

## Modelos

### Bianco S
Bianco S ou Bianco Furia, pois suas linhas são semelhantes ao GT Furia da Fúria Auto Esporte (também projetado por Toni Bianco e montado por Toni e Vittorio Massari, com mecânica da Alfa Romeo), foi o "carro chefe" da empresa. Com design esportivo e arrojado para a época, sendo este o principal atrativo de vendas em seu lançamento, em 1976, sua carroceria é constituída de plástico reforçado e fibra de vidro, possui grande pára-brisa e pára-lamas sinuosos (marca e estilo registrada da empresa), porta-malas dianteiro, além das duas amplas portas laterais e as lanternas traseiras usadas do Opala, somados aos quatro faróis redondos na dianteira; o modelo já possuía itens de segurança, como barras anticapotagem e reforço de chapa nas laterais para o caso de colisão. Produzido artesanalmente, seus itens originais, como volante, eram fornecidos em aro de madeira envernizada, além de painel, console e estofamento revestido de couro.
Utiliza motor boxer 1600 cc., refrigerado a ar de 65 cavalos e dois carburadores 32 de corpo simples, ou seja, plataforma de um Fusca ou Brasília, da Volkswagen, com a marca de 0 a 100 km/h em 17,7 segundos e velocidade máxima de 146 km/h.

### Bianco Série 2
Bianco Série 2 ou Bianco SS, foi lançado em 1978 no Salão Internacional do Automóvel de Nova York. Originalmente, o modelo manteve as linhas do Bianco S, porém, pequenas alterações externas e internas foram efetuadas, como aberturas para ventilação do motor nas laterais e na saia traseira e eliminação das ranhuras no capô, além de melhor vedação contra água e poeira, novos bancos e cintos de segurança de três pontos, entre outros pequenos detalhes.

### Bianco Tarpan
O Tarpan, foi lançado no Salão do Automóvel de São Paulo de 1978 visando o mercado externo (exportação) e para tanto, foi necessário adaptar a carroceria com para-choques retráteis, modificando, em muito, o desenho da dianteira e utilizando apenas dois faróis, em vez dos quatro anteriores. Apesar das linhas frontais terem se tornado mais atualizadas, seu estilo ficou em desacordo com o restante do carro, que  sofreu menores alterações.
Na ocasião do seu lançamento,  foram utilizados motores VW de 1600 cc refrigerados a água. Porém, somente com o ''Tarpan TS'' é que foi adotada essa mudança, com a utilização do motor de 96 cv SAE brutos (80 cv DIN líquidos) do Passat TS e freios a disco nas quatro rodas.
O modelo Tarpan não foi produzido pela Bianco, pois a empresa não possuía estrutura para atender a demanda e assim, revendeu o modelo, sendo este, fabricado pela Tarpan Indústria e Comércio de Fiberglass, que o produziu até 1981 e o "TS", até 1983, mas com poucas unidades fabricadas.